# Tegula bergeroni
Tegula bergeroni is een slakkensoort uit de familie van de Tegulidae. De wetenschappelijke naam van de soort is voor het eerst geldig gepubliceerd in 1970 door McLean.